# Erik Baška
Erik Baška (Považská Bystrica, 12 gennaio 1994) è un ex ciclista su strada slovacco professionista dal 2016 al 2022. Campione europeo in linea Under-23 nel 2015, aveva caratteristiche di velocista.

## Carriera
Baška si mette in luce già tra gli Under-23, aggiudicandosi nel 2014 un evento della Visegrad 4 Bicycle Race e due gare del Central European Tour, quella tra Košice e Miskolc e quella tra Isaszeg e Budapest. Nel 2015 passa al team austriaco AWT-GreenWay. Durante la stagione si laurea campione europeo Under-23 in linea; vince anche una tappa al Tour de Berlin e i due titoli nazionali Under-23, sia in linea sia a cronometro.
Passa professionista all'inizio del 2016 con la formazione World Tour Tinkoff. Nella sua prima stagione da pro si aggiudica la Handzame Classic in Belgio.

## Palmarès
- 2013 (Dukla Trenčín Trek, una vittoria)

Campionati slovacchi, Prova a cronometro Under-23
- 2014 (Dukla Trenčín Trek, tre vittorie)

Visegrad 4 Bicycle Race - GP Polski Via Odra
Central European Tour Kosice-Miskolc
Central European Tour Isaszeg-Budapest
- 2015 (AWT-Greenway, sei vittorie)

4ª tappa Carpathian Couriers Race (Dohňany > Nové Mesto nad Váhom)
3ª tappa Tour de Berlin (Baruth/Mark > Baruth/Mark)
Campionati slovacchi, Prova in linea Under-23
Campionati slovacchi, Prova a cronometro Under-23
Campionati europei, Prova in linea Under-23
Puchar Ministra Obrony Narodowej
- 2016 (Tinkoff, una vittoria)

Handzame Classic

### Altri successi
- 2013 (Dukla Trenčín Trek)

Classifica a punti Carpathian Couriers Race
- 2016 (Tinkoff)

5ª tappa Tour of Croatia (Parenzo > Umago, cronosquadre)
- 2018 (Bora-Hansgrohe)

1ª tappa Czech Cycling Tour (Uničov > Uničov, cronosquadre)

## Piazzamenti

### Competizioni mondiali
- Campionati del mondo su strada

Copenaghen 2011 - In linea Junior: 123º
Limburgo 2012 - In linea Junior: 61º
Toscana 2013 - In linea Under-23: 80º
Ponferrada 2014 - In linea Under-23: 84º
Richmond 2015 - In linea Under-23: 47º
Doha 2016 - In linea Under-23: 13º
Bergen 2017 - In linea Elite: ritirato
Innsbruck 2018 - In linea Elite: ritirato
Yorkshire 2019 - In linea Elite: ritirato
Fiandre 2021 - In linea Elite: ritirato

### Competizioni europee
- Campionati europei su strada

Offida 2011 - Cronometro Juniores: 40º
Offida 2011 - In linea Juniores: 85º
Goes 2012 - In linea Juniores: 25º
Goes 2012 - Cronometro Juniores: 26º
Olomouc 2013 - In linea Under-23: ritirato
Nyon 2014 - In linea Under-23: 95º
Tartu 2015 - In linea Under-23: vincitore
Herning 2017 - In linea Elite: 12º
Alkmaar 2019 - In linea Elite: 21º
Plouay 2020 - In linea Elite: ritirato
Monaco di Baviera 2022 - In linea Elite: ritirato
- Giochi europei

Baku 2015 - In linea: ritirato